# Dun Vulan

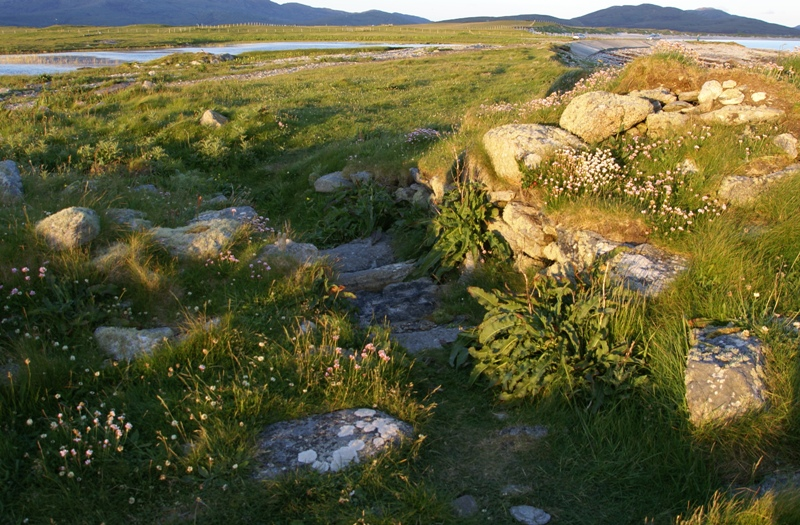
De oostelijke ingang, gezien vanuit het westen. De stenen die de vloer vormen, vormden oorspronkelijk de bovenzijde van de toegangspassage.

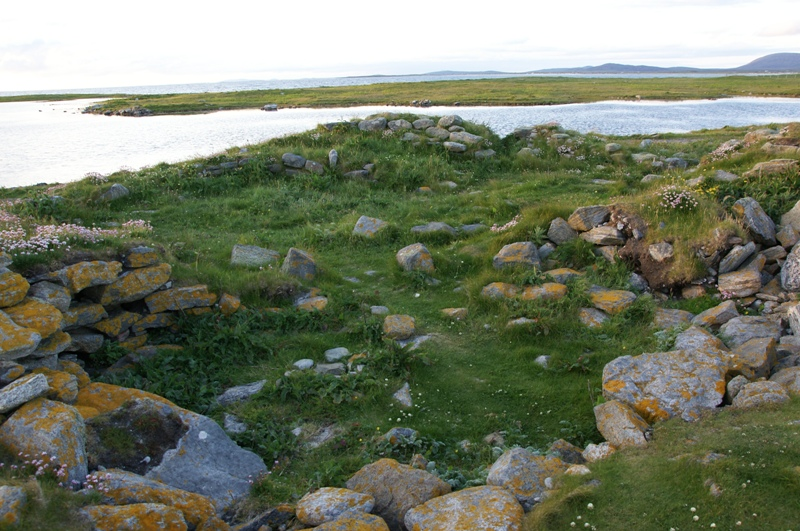
Het interieur van de broch, gezien vanuit het zuidwesten. Aan deze zijde lag het latere roundhouse.

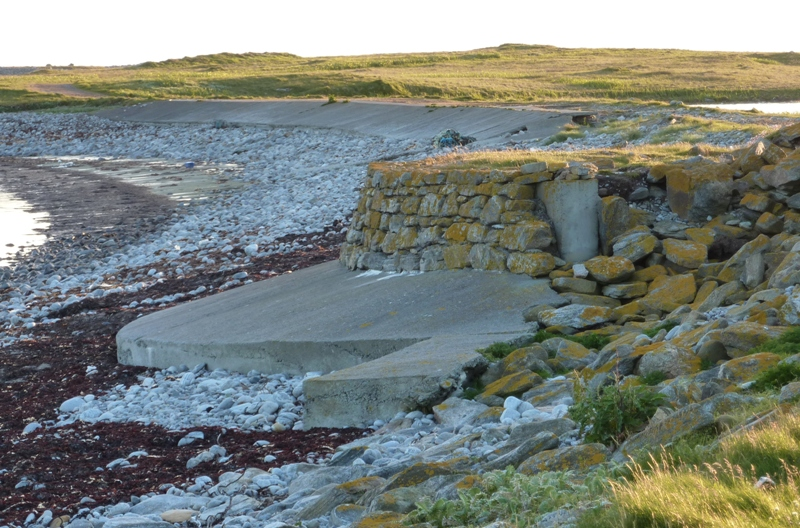
De moderne, betonnen zeemuur, gezien vanuit het oosten. Deze muur moet de broch tegen zee-erosie beschermen.

Dun Vulan (in het Schots-Gaelisch: Dun Mhulan) is een broch, een gebouw uit de IJzertijd, gelegen aan de westkust van South Uist in de Schotse Buiten-Hebriden. In de jaren negentig van de twintigste eeuw is Dun Vulan uitgebreid archeologisch onderzocht.

## Locatie en naam
Dun Vulan is gelegen op het schiereiland Rubha Ardvule 15 kilometer ten noordwesten van Lochboisdale, aan het eind van de Bornais Road ten westen van de A865. Oorspronkelijk lag de broch ten noorden van een zoetwatermeer; in de twintigste eeuw grenst de broch aan die zijde aan de Atlantische Oceaan. Aan de noordzijde van de broch ligt het meertje Loch Ardvule.
Het schiereiland waarop de broch staat, Rubha Ardvule, zou genoemd zijn naar een Vikingse prinses genaamd Vule. De broch is genoemd naar het schiereiland.

## Geschiedenis
De plaats van Dun Vulan was al bewoond in de bronstijd. De broch werd gebouwd rond 150 v.Chr. en is bewoond gebleven tot 300 n.Chr. In de eeuwen na de bouw van de broch werden een klein huis en twee rechthoekige schuren, die platte stenen als dak hadden, bijgebouwd.
Rond 400, de periode van de late ijzertijd en het begin van de pictische periode, werd de inmiddels tot ruïne vervallen broch herbouwd als een simpeler in cellen verdeeld Atlantic roundhouse. De ingang tot dit roundhouse liep over de stenen heen die de oorspronkelijke bovenzijde vormden van de toegangspassage tot de broch. In het inwendige van de oorspronkelijke broch was er direct na het pad over de hiervoor genoemde stenen, een kleine kamer die zich in het zuidoostelijke gedeelte bevond met een ruimte die zich naar het noorden uitstrekte. Daar bevond zich aan de westzijde de toegang tot de grote, ronde kamer.
De plaats waar de broch staat, is vanaf 400 n.Chr. weer bewoond gebleven tot circa 800. De Vikingen vestigden zich vanaf deze tijd in dit gebied en noemden hun woonplaats, die verder landinwaarts lag, naar het fort (borg) op het uitstekende land (ness): Bornais (Bornish).
In de jaren veertig van de twintigste eeuw werd de broch tot vissershut verbouwd met een reddingssloep als dak.
In de jaren negentig van de twintigste eeuw is Dun Vulan archeologisch onderzocht. Dit werd gedaan omdat de broch werd bedreigd door zee-erosie. Na het onderzoek heeft men de broch proberen te beschermen tegen verdere erosie, onder andere door het aanbrengen van een betonnen zeemuur. In 2005 is deze zeemuur tijdens een storm beschadigd en delen van de broch zijn door het water blootgelegd.

## Bouw
Dun Vulan heeft een onregelmatige vorm en niet de ronde vorm die gebruikelijk is voor een broch. Dun Vulan is in ieder geval een complex Atlantic roundhouse. De onregelmatige vorm zou nooit een hoge toren zoals bijvoorbeeld Dun Carloway (meer dan 9 meter) of Mousa Broch (meer dan 13 meter) ondersteund kunnen hebben.
Dun Vulan heeft muren, die, gemeten vanaf het oorspronkelijke grondniveau, op de hoogste plaats, anno 2009, 4,3 meter hoog zijn. De muren zijn 4 meter dik. De externe diameter van de broch is 19,5 meter en de interne diameter bedraagt circa 11 meter.
De broch heeft een intramurale kamer aan de noordoostelijke zijde en een trap, die met de klok meedraait, naar een galerij op de eerste verdieping aan de zuidzijde.
Het originele grondniveau van de broch ligt anno 2009 1,8 meter lager dan het huidige grondniveau. Van de ingang, die aan de oostzijde ligt, zijn dan ook enkel de platte stenen te zien die het dak vormden van de toegangspassage.
Buiten de brochmuren bevinden zich aan de noordoostelijke zijde de resten van een middeleeuws gebouw.
Aan de zuidzijde bevindt zich de betonnen versteviging met een stuk muur uit de twintigste eeuw, gebouwd ter bescherming van de broch tegen de zee.

## Vondsten
Vondsten in de broch en het gebied eromheen omvatten stukken gereedschap, houten artefacten, dierlijke botten, schelpen en potscherven.
In de intramurale kamer en de galerij werd bij de archeologische opgravingen enkel aardewerk ontdekt uit de ijzertijd.
De botten waren van schapen, runderen, varkens, herten, zeehonden, walvissen, vissen en vogels. Ook enige resten van schaaldieren werden gevonden, echter duidelijk in minder grote getale dan bij andere wheelhouse-vindplaatsen uit dezelfde periode.
Buiten de broch waren vooral de domestic middens (hopen met huiselijk afval) rijk aan voorwerpen.
In de middens, direct naast de broch gelegen, werden veel botten van kalveren gevonden. Dit leidde onder archeologen tot een tweetal mogelijke theorieën. De eerste theorie stelt dat de bewoners voor een belangrijk deel leefden van zuivelproducten. De hoeveelheid kalverbotten wordt dan verklaard doordat de bewoners de kalveren doodden en de melk van de moederkoeien zelf gebruikten. Een argument tegen deze theorie is dat de aanwezigheid van een kalf waarschijnlijk nodig was om de melkproductie van de koe op gang te brengen. Vroegere culturen kenden daarentegen ook wel manieren om de melkproductie op te wekken zonder de aanwezigheid van een kalf.
De tweede theorie stelt dat de grote hoeveelheid kalverbotten erop wijst dat de bewoners niet genoeg voedsel hadden om de kalveren én de koeien te voederen en daarom de kalveren moesten doden. Onderzoek in 2005 ondersteunde de eerste theorie: potscherven, die gevonden waren in Dun Vulan, waren van potten die gebruikt werden voor de opslag van zuivelproducten.
Ook botten van varkens werden gevonden in de middens. In andere nederzettingen waren vondsten van varkensbotten zeldzamer of afwezig. Dit leidde in 1996 tot de theorie dat de bewoners van de broch, die een hogere status zouden hebben vergeleken met bewoners buiten de broch, zichzelf voedden met specifiek voedsel zoals varkensvlees. Onder archeologen zijn er verschillen in mening of de broch en de midden met varkensbotten uit dezelfde periode stammen.